# NGC 5783
NGC 5783 est une galaxie spirale barrée située dans la constellation du Bouvier. Sa vitesse par rapport au fond diffus cosmologique est de 2 426 ± 7 km/s, ce qui correspond à une distance de Hubble de 35,8 ± 2,5 Mpc (∼117 millions d'al). NGC 5783 a été découverte par l'astronome américain Lewis Swift en 1887. Cette galaxie a aussi été observée la même année par Swift, mais en envoyant une copie de ces premières observations avant publication à John Dreyer (l'auteur du New General Catalogue), il avait omis certains objets qui ont par la suite été mentionnés dans sa publication, d'où le doublon NGC 5783 et NGC 5785.
La classe de luminosité de NGC 5783 est III et elle présente une large raie HI. De plus, c'est une galaxie du champ, c'est-à-dire qu'elle n'appartient pas à un amas ou un groupe et qu'elle est donc gravitationnellement isolée.
En raison d'une brillance de surface égale à 14,59 mag/am2, on peut qualifier NGC 5783 de galaxie à faible brillance de surface (LSB en anglais pour low surface brightness). Les galaxies LSB sont des galaxies diffuses (D) avec une brillance de surface inférieure de moins d'une magnitude à celle du ciel nocturne ambiant.
À ce jour, sept mesures non basées sur le décalage vers le rouge (redshift) donnent une distance de 35,957 ± 8,362 Mpc (∼117 millions d'al), ce qui est à l'intérieur des valeurs de la distance de Hubble.